# Британські відповіді на антиєврейські погроми в Російській імперії
Слово «погром» походить від російського слова «погром». У Росії слово «погром» вперше було використано для опису антисемітських нападів, що відбулися після вбивства царя Олександра II у 1881 році. Друга хвиля погромів була на початку 20 століття, між 1903 і 1906 роками. Незважаючи на те, що було лише дві «хвилі» погромів, культура антисемітизму існувала століттями.
Більшість, якщо не всі погроми відбулися в межах смуги осілості . Російська влада змушувала євреїв Росії існувати в смузі осілості. Однак Оліма не була безпечним притулком для євреїв, і вони зазнавали жорсткої дискримінації — шляхом застосування подвійних податків і відмови в подальшій освіті.

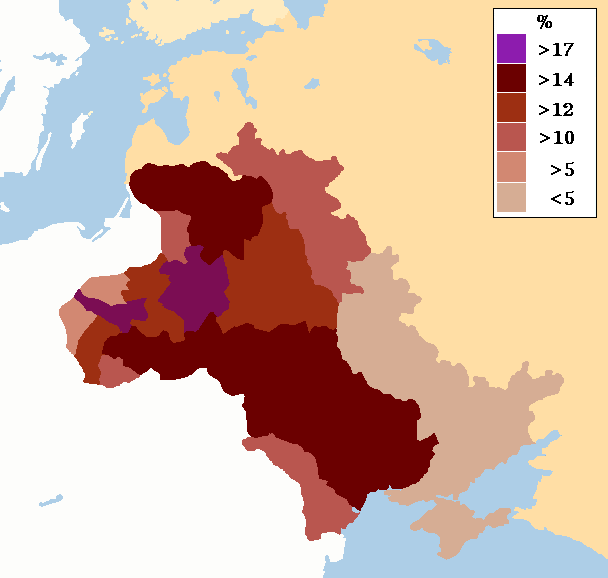
Карта смуги осілості

Погроми викликали суперечливу громадську реакцію у Великобританії, яка була водночас співчуттям і побоюванням. Ці антиєврейські погроми спричинили велику невизначеність для єврейського населення Росії та сприяли високим рівням міграції з країни на захід. Поряд з Америкою місцем притулку була Британія, зокрема великі міста, такі як Лондон, Ліверпуль і Манчестер. Тим часом влаштуватися на роботу стало важче, і це загострило все більш ворожу британську громадську думку. Дійсно, велика кількість антиєврейських настроїв розвинулась серед профспілкових рухів, які були стурбовані зростаючими труднощами працевлаштування. Незважаючи на еміграцію від своїх російських переслідувачів, російських євреїв усе ще звинувачували в хворобах суспільства, хоча й іншого суспільства.

## Наслідки погромів для британського суспільства

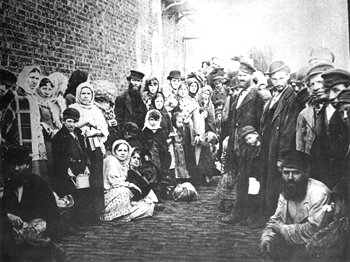
Єврейські біженці в Ліверпулі, 1882 рік

Погроми переконали багатьох російських євреїв втекти з Росії та емігрувати на захід. Однак величезний рівень імміграції зрештою перетворив початкову симпатію на загальне соціальне невдоволення. У Великобританії, наприклад, російських євреїв звинувачували в тому, що вони змінили ландшафт у своїх населених пунктах і вигнали англійських жителів. З 1742 будинків російських іммігрантів, які відвідав Санітарний комітет Єврейської опікунської ради в 1884 році, 1621 не мали доступу до каналізаційної системи. Багато хто вважав ці місця скупчення іммігрантів «вогнищем хвороб» і боявся, що це спричинить епідемії, які дорого коштуватимуть англійцям. Це породило думку, що російський єврей є морально та соціально дегенеративним, що, у свою чергу, сприяло зростанню «античужинства». Звичайно, цей наплив російських євреїв створив перенаселеність і вважається прямою відповідальністю за високі ціни на оренду та проблеми з житлом.
Російські євреї також змагалися з британським робітничим класом за роботу. Багато іммігрантів переїхали до Іст-Енду Лондона та погіршили і без того хитку соціальну структуру. Єврейські іммігранти були більш готові працювати довше в гірших умовах праці за нижчу зарплату, ніж їхні британські колеги, тим самим недооцінюючи тубільну робочу силу. Крім того, для багатьох членів британського суспільства неділя вважалася днем відпочинку. Недотримання цієї християнської та британської традиції вважалося скандалом. Історик Бернард Гейнер припустив, що найбільше роздратування викликав той факт, що іноземець-іммігрант був більш охочий працювати в неділю, а не відповідати вимогам британського суспільства. Це посилило ненависть британців до єврейських іммігрантів.

## Британська відповідь на погроми та вплив, який вони мали на британське суспільство

### Британська політична відповідь
Існували партійно-політичні розбіжності щодо того, якою має бути роль британського уряду в Росії та чи варто йому втручатися. Британія не втручалася і зосередилася на запровадженні внутрішнього законодавства для контролю за наслідками погромів для Британії. Ще в 1890-х роках консерватори тиснули на ліберальні уряди, щоб вони запровадили законодавство, яке б обмежувало масовий приплив центральноєвропейських євреїв до Британії. Консерватори прагнули скасувати неконтрольовану імміграційну систему, яка дозволяла такій кількості російських євреїв в'їжджати до Британії. Це розглядалося як пряма відповідь на антиєврейські погроми в царській Росії. Консервативний політик Вільям Еванс-Гордон вважав, що «імміграція погіршила моральні, фінансові та соціальні умови британців, що призвело до зниження загального рівня життя».
Проте лише в 1900-х роках антиінопланетне законодавство було винесено на розгляд парламенту. У березні 1904 року міністр внутрішніх справ консерваторів Аретас Акерс-Дуглас спробував запровадити Закон про іноземців. Він стверджував, що іноземці-іммігранти спричинили перенаселення та напруженість у спільнотах робітничого класу, тим самим загрожуючи закону та порядку. Однак ліберальна опозиція засудила це як неправильне як у принципі, так і на практиці. Цей акт визнали надто безжальним і згодом відхилили.
Проте консервативний уряд оголосив про повторне введення Закону про іноземців у 1905 році, демонструючи, що законодавство проти іноземців є частиною їхньої урядової політики. Другий Закон про іноземців був прийнятий на початку 1905 року як модифікована версія його невдалого попередника. Закон про іноземців 1905 року мав на меті надати імміграційним офіцерам повноваження виключати тих, хто вважався шкідливим для британського суспільства. Тоді співробітники імміграційної служби разом із медичним оглядом зможуть вирішити, чи допускати іммігрантів до країни.
Хоча деякі консерватори тиснули на уряд, щоб той прийняв обмежувальне законодавство, деякі використовували це як засіб отримати більше підтримки на майбутніх загальних виборах 1906 року. Закон про іноземців мав на меті завоювати або зберегти голоси робітничого класу в районах, де було багато іммігрантів і було важко знайти роботу.
Початкове рестрикціоністське законодавство також становило значну загрозу вікторіанській ліберальній традиції вільного пересування для жителів Британії. У рамках своєї політики вільної торгівлі ліберальний уряд вважав, що Великобританія має бути безпечним притулком для тих, хто зазнає переслідувань. Коли ліберальний уряд повернувся до влади в 1906 році, багато консерваторів побоювалися, що Закон про іноземців буде скасовано. Однак це обмежувальне законодавство, яке вважалося «законом країни», не було скасовано. Ліберали внесли поправки до закону, збільшивши його гнучкість, щоб зробити його менш обмежувальним і полегшити людям в'їзд до країни. Ліберали не погоджувалися з рестрикціонізмом консерваторів, і це демонструє суперечливу політичну реакцію Британії щодо наслідків антиєврейських погромів у царській Росії.

### Англо-єврейство
До масового напливу російських єврейських іммігрантів існувала відома єврейська громада. Англо-єврейство складалося з найбагатших людей у країні. Англо-євреї зацікавилися погромами і сильно вплинули на загальну реакцію Британії. Після першої хвилі погромів у 1881 році англо-єврейство організувало мітинг протесту в Mansion House у Лондоні. Видатні англо-євреї, такі як Натаніель Маєр Ротшильд і Семюель Монтегю, брали участь у цьому і виступали за інтервенцію від імені російського єврейства.
Цю реакцію співчуття можна побачити і після другої хвилі погромів, яка почалася в 1903 році і тривала до 1906 року. Мається на увазі зустріч у Queens Hall (на Langham Place), яка знову була покликана стимулювати проєврейську реакцію Британії на російські погроми.
Однак варто зазначити, що не всі англо-євреї вітали російських мігрантів у країні. Хоча вони співчували євреям, які зазнали такого жорстокого поводження, вони були стурбовані тим, чи не може цей масовий приплив російських євреїв заплямувати репутацію єврея в цілому. Багато англо-євреїв відчували, що вони важко працювали, щоб вважатися поважними членами суспільства, і відсталий імідж російського єврея міг загрожувати цьому. Щоб контролювати приплив російських євреїв до країни, був створений Російсько-єврейський комітет. Це мало на меті розвиток зв'язку між англо-єврейством і російським урядом. Комітет надав грант у розмірі 25 000 фунтів стерлінгів, щоб дозволити єврейській громаді Берліна направити своїх єврейських біженців, щоб вони пробралися до Росії, і за умови, що ніхто не буде відправлений до Англії без попередньої згоди англо-єврейського керівництва. Це підкреслює вплив припливу російських євреїв на англо-єврейську спільноту.
Відмінності в стилі життя та культурі підживлювали напругу між корінними євреями та іммігрантами. Новачки поступово стали більшістю населення Лондона, що змінило баланс сил між іммігрантами та англо-єврейством. Іммігранти нагадали англо-єврейству про їх історію та походження. Гутвейн припускає, що вони були антитезою свого буржуазно-емансипаційного ідеалу і втілювали боротьбу за те, щоб підняти себе вище статусу пролетаріату.

### Відповідь британської преси
Єврейська хроніка була видатним голосом про переслідування євреїв у царській Росії та дає цінну інформацію про англо-єврейський погляд на погроми. Як єврейське видання, «Єврейська хроніка» вірою була пов'язана з російськими євреями та прагнула привернути увагу громадськості до звірств. Проте газета була типово англо-єврейською за своїм ставленням, і це знайшло відображення в її небажанні протистояти введенню Закону про іноземців у 1905 році.
У 1890-х роках «Найтемніша Росія» була надрукована як додаток до «Єврейської хроніки» та містила найновіші новини та думки про погроми та зберігала інтерес громадськості до добробуту російського єврейства. Єврейський журналіст Люсьєн Вольф підготував його та прагнув поінформувати громадськість про масштаби російських звірств. У ньому з перших рук розповідалося про події в царській Росії. Коротше кажучи, мета Darkest Russia полягала в тому, щоб викрити «автентичні факти, пов'язані з переслідуванням Росією її євреїв та інших нонконформістів».
Найбільше матеріалів про антиєврейські погроми надала The Times. 11 і 13 січня 1882 року «Таймс» була першою британською газетою, яка повідомила про антиєврейське переслідування, і це викликало великий резонанс у громадськості. Газета не схвалювала дії росіян і чинила тиск на британський уряд, щоб той втрутився, час від часу викликаючи громадський протест. Газета також заохочувала листи до редактора, які часто скаржилися на ситуацію з російськими євреями. У 1905 році Люсьєн Вольф написав листа до The Times, стверджуючи, що євреїв несправедливо переслідували. «Таймс» була шанованою та консервативною національною газетою, тому той факт, що вона публікувала такий співчутливий матеріал, свідчить про те, що багато британців вороже ставилися до деспотичної Росії.

### Філантропія
Багато британських євреїв боялися, що єврейські іммігранти зіпсують репутацію єврейської віри в Британії. Це призвело до філантропічних зусиль, щоб допомогти становищу та ситуації єврейських іммігрантів в Англії та Росії. На рубежі двадцятого століття британська філантропія перейшла від фокусування на внутрішніх справах до розгляду зовнішніх і міжнародних подій. Це особливо зосереджувалося на труднощах, яких зазнали російські євреї. Деякі з найкращих прикладів британської філантропії походять від англо-єврейства, в тому числі барона Моріса де Гірша. Хоча він сам не був англійцем, де Хірш співпрацював із більшою частиною британської єврейської еліти, щоб заснувати Асоціацію єврейської колонізації (JCA) в Англії в 1891 році.
JCA отримувала допомогу від впливових англо-євреїв і мала на меті покращити рівень життя євреїв у смузі осілості, а також сприяти міграції євреїв до сільськогосподарських колоній в Америці. Головним членом еліти, пов'язаної з JCA, був лорд Ротшильд, який був важливим філантропом. Торговий банк NM Rothschild & Sons організував внески, допомагаючи зібрати гроші, а потім розподіляючи їх через свої закордонні відділення в Росії.
Хоча філантропи та уряд часто мали схожі інтереси щодо міграції та становища євреїв, благодійні зусилля в основному здійснювалися через позапарламентські органи (такі як JCA) і не перебували під впливом британського уряду. Це символізувало вікторіанську ідею «самопомочі» та «взаємодопомоги», наголошуючи на тому, що окремі особи, родини та громади повинні допомагати одне одному.
На національному рівні благодійність мала набагато менший масштаб і була зосереджена переважно на захисті бездомних у неформальних притулках. Єврейська хроніка, однак, проголосила, що «такі місця сприяють ледарствуванню та хворобам». Це відповідало їхнім планам, які захищали репутацію британського єврейства.

## Наслідки
Погроми вплинули на Великобританію кількома способами. Зростання імміграції спровокувало негативну реакцію ЗМІ на євреїв, що призвело до прийняття Закону про іноземців 1905 року. Закон сповільнив імміграцію російських євреїв.
У довгостроковій перспективі Декларація Бальфура продовжувала традиційну консервативну лінію наполегливої британської зовнішньої політики, яка прагнула допомогти євреям за кордоном, водночас стверджуючи, що імміграція не повинна досягати рівня до 1905 року. Інтервенціоністська зовнішня політика Британії на користь євреїв у пізніші роки різко контрастувала з повільним ізоляціонізмом у пізній вікторіанській Британії.